# Anne Samplonius
Anne Samplonius, née le 11 février 1968 à Montréal, est une coureuse cycliste canadienne. Elle a notamment été médaillée d'argent du championnat du monde du contre-la-montre de 1994, médaillée d'or de cette discipline aux Jeux panaméricains de 2007 et deux fois championne du Canada.
Elle met fin à sa carrière en 2012. En novembre 2013, elle rejoint l'équipe masculine Trek Factory Racing en tant que gestionnaire de contenu.

## Palmarès
- 1994
  -  Médaillée d'argent du championnat du monde du contre-la-montre
  - 2e du Women's Challenge
- 1996
  - 2e du championnat du Canada sur route
  - 2e du championnat du Canada du contre-la-montre
- 1998
  - 2e du championnat du Canada du contre-la-montre
- 1999
  - 2e du championnat du Canada du contre-la-montre
- 2003
  - 2e du championnat du Canada du critérium
- 2006
  -  Championne du Canada du critérium
  - 1re étape du Tour of the Gila
  - 2e étape de la Vuelta de Bisbee
  - 2e du Tour of the Gila
  - 2e de la Vuelta de Bisbee
  - 2e du championnat du Canada du contre-la-montre
  - 2e du championnat du Canada sur route
  - 3e de la Valley of the Sun Stage Race
- 2007
  -  Médaillée d'or du contre-la-montre aux Jeux panaméricains
  -  Championne du Canada du contre-la-montre
  - 1re étape de la San Dimas Stage Race
- 2008
  -  Championne du Canada du contre-la-montre
  - Ronde van Gelderland
  - Tour de Leelanau
  - 3e du Nature Valley Grand Prix
- 2009
  - 2e du championnat du Canada du contre-la-montre
- 2010
  - Chrono champenois
  - 2e du championnat du Canada du contre-la-montre